# Naftan Nowopołock
Naftan Nowopołock (biał. ФК «Нафтан» Наваполацак) – białoruski klub piłkarski z siedzibą w Nowopołocku, grający w Wyszejszaja liha.

## Historia
Chronologia nazw:
- 1963—1974: Naftawik Nowopołock (biał. «Нафтавік» (Наваполацак))
- 1979—1980: FK Nowopołock (biał. ФК «Наваполацак»)
- 1981—1988: Dźwina Nowopołock (biał. «Дзьвіна» (Наваполацак))
- 1989: Kamunalnik Nowopołock (biał. «Камунальнік» (Наваполацак))
- 1990—1991: Dźwina Nowopołock (biał. «Дзьвіна» (Наваполацак))
- 1992—1994: Naftan Nowopołock (biał. «Нафтан» (Наваполацак))
- 1995—2000: Naftan-Dewon Nowopołock (biał. «Нафтан-Дэвон» (Наваполацак))
- 2001—...: Naftan Nowopołock (biał. «Нафтан» (Наваполацак))

Klub został założony w 1963 jako Naftawik Nowopołock. Potem nazywał się FK Nowopołock, Dźwina Nowopołock, Kamunalnik Nowopołock. W 1992 przyjął nazwę Naftan Nowopołock. W 1995 nazwę zmieniono na Naftan-Dewon by w 2001 przywrócić mu obecną nazwę.

## Osiągnięcia
- Puchar Białorusi (2): 2009, 2012
- Finalista Superpucharu Białorusi (1): 2010

## Europejskie puchary
Legenda do wszystkich tabel:
- Q – runda eliminacyjna, 1/16, 1/8, 1/4, 1/2 – odpowiednia faza rozgrywek, Grupa – runda grupowa, 1r gr – pierwsza runda grupowa, 2r gr – druga runda grupowa, F – finał, R – runda, PO – play-off
- k. – rzuty karne, los. – losowanie, Dogr. – dogrywka, w. – zasada bramek strzelonych na wyjeździe

| Sezon   | Rozgrywki   | Runda | Klub             | Dom | Wyjazd | Ogólnie |
| ------- | ----------- | ----- | ---------------- | --- | ------ | ------- |
| 2009/10 | Liga Europy | 2Q    | KAA Gent         | 2–1 | 0–1    | 2–2, w. |
| 2012/13 | Liga Europy | 2Q    | FK Crvena zvezda | 3–4 | 3–3    | 6–7     |